# 堀直泰
堀 直泰（ほり なおやす）は、江戸時代中期の越後国村松藩の世嗣。通称は靱負。

## 略歴
越後村松藩5代藩主・堀直堯の長男として誕生。母は松平頼貞の娘・津治姫。
村松藩嫡子だったが、襲封前に父に先立って死去した。末弟・直教が代わって嫡子となった。長男・直方は直教の世子となり、家督を継いでいる。

## 系譜
- 父：堀直堯（1717-1785）
- 母：津治姫（1710-?） - 松平頼貞の娘
- 正室：板倉勝澄の娘
- 継室：加藤泰温の娘
- 生母不明の子女
  - 長男：堀直方（1767-1805） - 堀直教の養子
  - 女子：井上正満室 - のち深溝松平勘満正室
  - 女子：堀直教養女 - 本多忠居継室
  - 女子：井上正意継室